# Walter Rudolf Hess
Walter Rudolf Hess (17 tháng 3 năm 1881 – 12 tháng 8 năm 1973) là nhà sinh lý học người Thụy Sĩ. Ông đã đoạt Giải Nobel Sinh lý và Y khoa năm 1949 – chung với Egas Moniz - cho việc lập bản đồ các vùng não liên quan tới việc kiểm soát các cơ quan nội tạng.
Hess sinh tại Frauenfeld. Ông đậu bằng bác sĩ y khoa ở Đại học Zürich năm 1906 với chuyên ngành bác sĩ phẫu thuật và bác sĩ nhãn khoa. Năm 1912, ông bỏ cơ sở hành nghề bác sĩ nhãn khoa đang phát đạt, và đi vào nghiên cứu.
Quan tâm nghiên cứu chính của ông là việc điều chỉnh lưu lượng máu và việc hô hấp. Ông bắt đầu lập bản đồ các bộ phận của não trung gian nơi kiểm soát các cơ quan nội tạng. Từ năm 1917 đến 1951, ông làm giáo sư và Giám đốc Viện Sinh lý học tại Đại học Zürich.
Hess qua đời tại Locarno, Thụy Sĩ.